# Arystion
Arystion – postać biblijna, święty katolicki, biskup.
Żyjący w I wieku jeden z wczesnych wyznawców Jezusa Chrystusa, przez Papiasza z Hierapolis zaliczony do grona jego uczniów, przez innych określany mianem ucznia apostolskiego. Istnieją hipotezy przypisujące Arystionowi autorstwo fragmentów Ewangelii św. Marka (16, 9-20 BT), a także Ewangelii św. Jana (8, 1-11) i redakcję Listu do Hebrajczyków. W Martyrologium Romanum wymieniony jest jako biskup cypryjskiej Salaminy.
Do martyrologiów trafił za sprawą św. Adona, wspominany 22 lutego i 17 października.